# Стрелба с две оръжия
Стрелбата с две оръжия, наричана още македонската стрелба или акимбо е вид бойна стрелба – с 2 пистолета едновременно по движеща се цел, ходейки.
По-често се използват 2 револвера или револвер и полуавтоматичен пистолет – револверът е в лявата ръка и гилзите от полуавтоматичния пистолет свободно могат да се изхвърлят. По-рядко се използва стрелба с 2 полуавтоматични пистолета – този в лявата ръка се държи малко по-високо и левият палец стои над десния, пак с цел свободно изхвърляне на гилзите.

## Техника
При македонската стрелба двете ръце се държат най-често изпънати напред и палците на двете ръце се допират или са захванати един за друг. Стрелбата се води или с последователни изстрели на всеки пистолет или с едновременни. Повечето специалисти твърдят, че даването на едновременен изстрел с двата пистолета позволява постигането на по-голям спиращ ефект, както и по-голяма точност и по-сигурна стрелба, анулирайки ефектите от различното усилие за натискане на спусъка и различния откат на двете оръжия. Привържениците на последователните изстрели твърдят, че се достига по-добра точност при интуитивното премерване.
По време на стрелба се правят най-често стъпки встрани вляво и напред по затваряща се крива, като тялото се завърта с лице към противника, което осигурява по удобно положение спрямо противника и затрудняването му при неговата стрелба.

## Тактика
Македонската стрелба осигурява висока плътност на огъня и точност, непостижима за автоматичните оръжия. Съвременните щурмови пистолети нормално съдържат поне 12 патрона с калибър поне 9 мм, което означава 24 изстрела с голяма мощност и висок спиращ ефект, които могат да бъдат дадени в целта за около 3 секунди и при това с непрекъснат контрол на попаденията. Тази плътност на огъня е напълно достатъчна за решаването на повечето задачи възникващи по време на престрелка и е сравнима с плътността постигана от автоматичните оръжия.
Недостатъците на този тип стрелба са намалената подвижност на тялото, липса на свободна ръка, която да помогне за презареждане, прекалено откритата позиция на стрелеца. Увереност във воденето на този вид стрелба при наличие на добри общи стрелкови умения е сравнително лесна за постигане. В много случаи е тренирана от представители на специални полицейски сили или наемни убийци.

## Специалисти
Руснакът Александър Солоник („Саша Македонски“) е считан за един от специалистите по македонска стрелба.

## Любопитни факти
Персонажът Лара Крофт от едноименните игри и филми използва този похват на стреляне. Като особеност е за отбелязване раздалечеността на 2-те ръце, които не се допират, считано за по-трудно. Използва 2 полуавтоматични пистолета и стреля последователно с всеки от тях. Естествено скачеността на 2-те ръце, както е типично за македонската стрелба, би помогнало да се намали откатът, особено при използваната от нея последователна стрелба. Проблемът с отката донякъде е решен, като във филмите героинята е въоръжена с Heckler & Koch USP Match, който е снабден с компенсатори.